# Ana Brnabić
Ana Brnabić (Servisch: Ана Брнабић) (Belgrado, 29 juni 1975) is een Servisch politica van de Servische Progressieve Partij. Van 2017 tot 2024 was zij de eerste vrouwelijke premier van Servië. Sindsdien is zij voorzitter van de Nationale Vergadering (het Servische parlement).

## Carrière
Brnabić studeerde bedrijfswetenschap aan de Northwood University in Michigan en behaalde haar MBA aan de Universiteit van Hull. Hierna werkte ze voor diverse internationale organisaties zoals het United States Agency for International Development, alsmede voor ontwikkelingsorganisaties en Servische staatsbedrijven. In augustus 2016 werd Brnabić de Servische minister van Openbaar Bestuur en lokale autonomie in het kabinet van premier Aleksandar Vučić. Ze was ook voorzitter van de gouvernementele adviesraad voor innovatief ondernemerschap en informatietechnologie, en tevens voorzitter van de adviesraad voor nationale minderheden. Daarnaast was ze vicevoorzitter van de adviesraad voor hervorming van het openbaar bestuur.

#### Premierschap
Ondanks haar nog geringe politieke ervaring werd Brnabić op 15 juni 2017 door Aleksandar Vučić, inmiddels president, voorgedragen voor het premierschap van Servië. Aangezien Brnabić openlijk uitkomt voor haar lesbische seksuele gerichtheid, werd haar kandidatuur in conservatieve kringen, waaronder de Servisch-Orthodoxe Kerk, kritisch ontvangen. Homoseksualiteit wordt in Servië nog vaak als een taboe beschouwd. Kritiek kwam er echter ook van liberalen, die vermoedden dat president Vučić haar vooral naar voren schoof om gunstig voor de dag te willen komen bij de EU. Vučić verklaarde daarop dat zijn keus voor Brnabić niets te maken had met haar geaardheid, maar vooral met haar professionele kwaliteiten en haar loyale houding jegens hem. Brnabić keurde op haar beurt de vele aandacht voor haar persoonlijke geaardheid af. Ze liet weten de nadruk te willen leggen op haar politieke prestaties en beschouwt zichzelf niet als Lgbt-activist.
De benoeming van Brnabić werd na twee weken goedgekeurd door de Nationale Vergadering van Servië. Hiermee werd Brnabić de eerste vrouwelijke premier in de geschiedenis van het land. Ze was tevens de vijfde openlijk homoseksuele regeringsleider ter wereld en de eerste van Zuid- en Oost-Europa.
Brnabić, die vloeiend Engels en Russisch spreekt, staat bekend als een voorstander van een Servisch lidmaatschap van de EU, maar ook van het behouden van de Servische banden met Rusland. Aanvankelijk was zij een onafhankelijke politica en behoorde ze niet tot een officiële politieke partij, maar in 2019 sloot ze zich aan bij de Servische Progressieve Partij (SNS) van president Vučić. In 2021 werd ze vicevoorzitter van die partij.
Zowel na de parlementsverkiezingen van 2020 als die van 2022 werd Brnabić herkozen als premier. Ze leidde in totaal drie kabinetten. Zowel haar eerste als haar tweede kabinet bestond uit ministers van zes verschillende partijen en enkele onafhankelijken. In haar eerste jaren als premier lagen haar prioriteiten voornamelijk bij onderwijs, economische groei en milieubeleid, terwijl haar tweede regeerperiode (2020–2022) vooral in het teken stond van de strijd tegen de coronapandemie, die in Servië ruim 18.000 doden eiste. Haar derde kabinet regeerde van 2022 tot 2024.

#### Parlementsvoorzitter
In maart 2024 trad Brnabić af als premier vanwege haar benoeming tot voorzitter van de Nationale Vergadering (het parlement van Servië). Het premierschap werd op 2 mei 2024 overgenomen door SNS-voorzitter Miloš Vučević.